# Törökméz

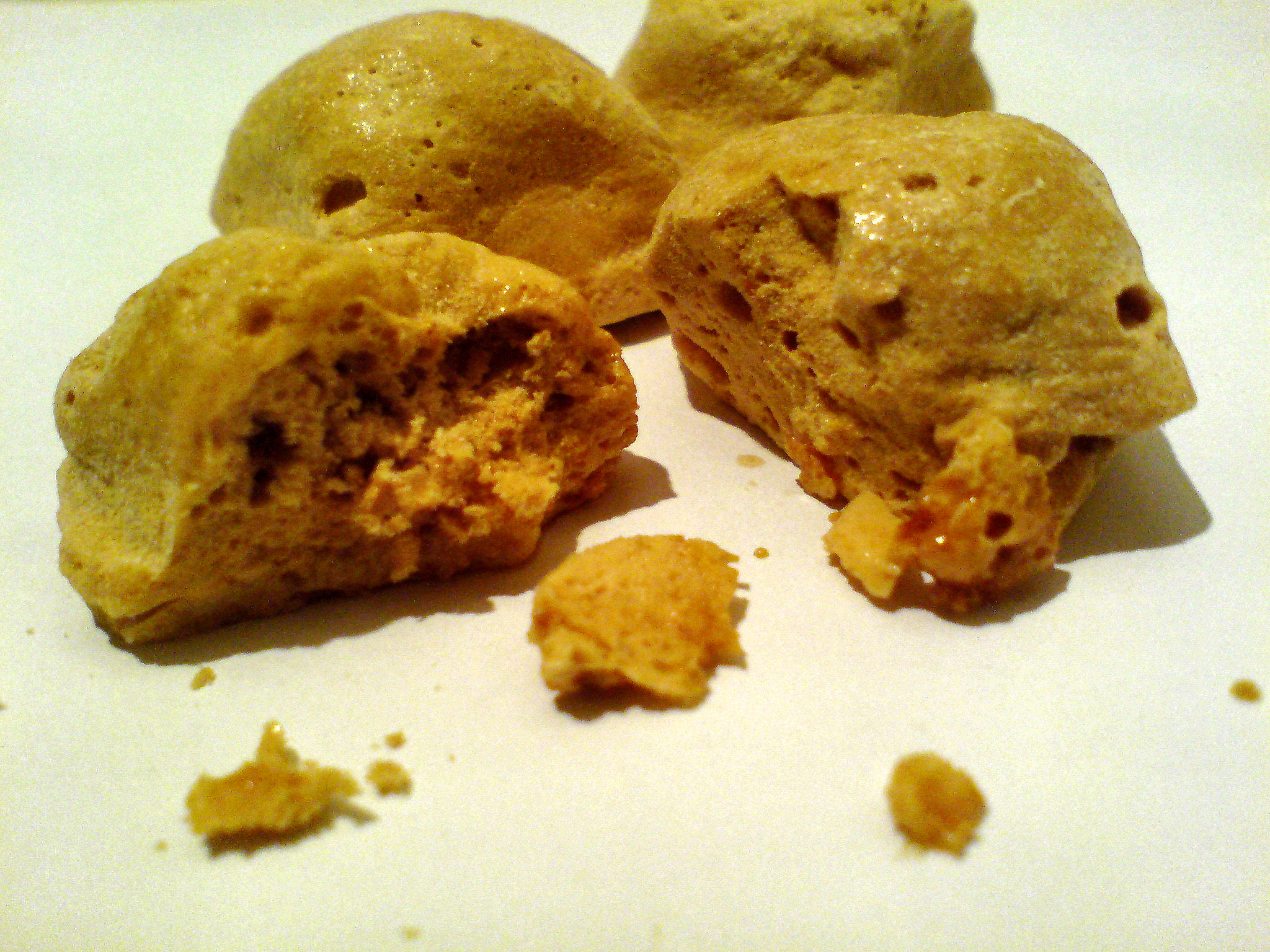
Törökméz

A törökméz egy cukorból (barna cukor vagy kukoricaszirup vagy melasz), mézből és szódabikarbónából készült, könnyű, merev, szivacsos állagú karamella. Más nyelveken elnevezéseinek egy része szivacsszerű kinézetére és szerkezetére utal. Karinthy Frigyes Görbe tükör c. humoros gyűjteménye szerint: „Nyúlós, fehér gummianyag, amiben apró, bizonytalan tárgyak vannak. Egy kis bárddal darabolja le a cukrosbódés.”